# Casa Amèlia Pi
La Casa Amèlia Pi és un edifici del municipi de Figueres (Alt Empordà) que forma part de l'Inventari del Patrimoni Arquitectònic de Catalunya.

## Descripció
És un edifici situat molt a prop de la plaça de l'Ajuntament, en ple centre històric. És un edifici de planta baixa (destinada a ús comercial) i tres pisos, ubicat en cantonada que es soluciona en forma arrodonida. La planta baixa, amb el local comercial i l'entrada als habitatges, ha estat estucada i presenta motllures en pedra a les obertures que són allindanades. El primer pis, a manera d'altell, està separat dels pisos superiors per motllura horitzontal. L'ordenació vertical de les obertures de la façana es fa mitjançant motllures. A cada pis es repeteix l'estructura: balcó lateral, finestra, tres balcons, finestra i dos balcons a la façana petita. El conjunt queda coronat per una cornisa sobre imitació de cap de biga. La coberta és per terrassa.